# Peter Iwers

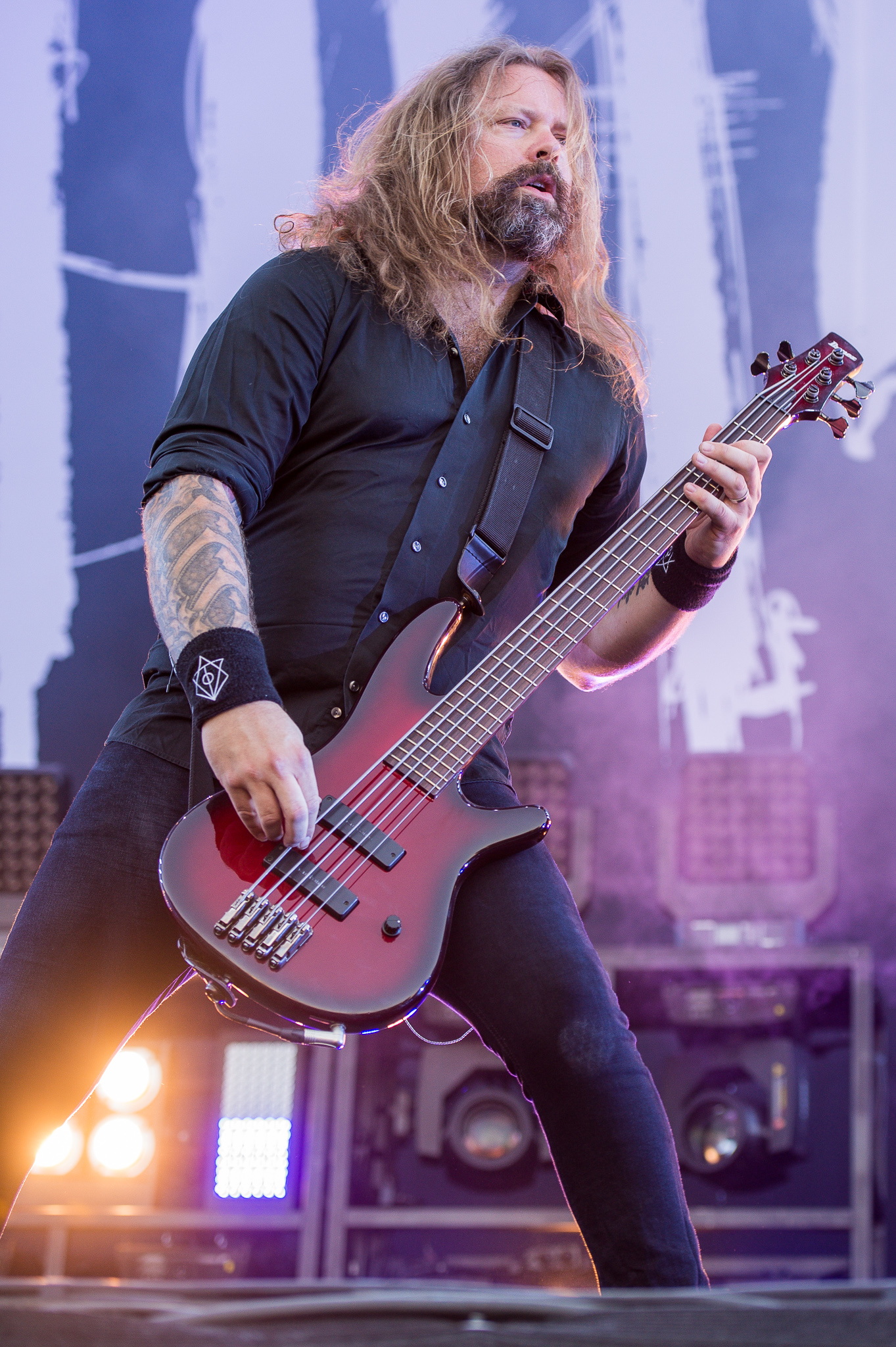
Peter Iwers (2015)

Peter Iwers (* 15. Mai 1975 in Stockholm) ist ein schwedischer Bassist. Er ist Mitglied der Band The Halo Effect und war zuvor Mitglied bei In Flames und Cyhra.

## Werdegang
Iwers war seit 1999 der Bassist der Band In Flames. Er ersetzte dort Johan Larsson und ist erstmals auf dem vierten Album Colony zu hören. Bevor er bei In Flames einstieg, spielte er in einer Band namens Chameleon. Am 29. November 2016 gab er seinen Ausstieg bei In Flames zum Ende der laufenden Tour bekannt. Mit In Flames veröffentlichte Iwers neun Studioalben, von denen Sounds of a Playground Fading in Schweden mit einer Goldenen Schallplatte ausgezeichnet wurde. Dreimal wurden In Flames mit dem Grammis-Musikpreis ausgezeichnet. Zusammen mit dem ehemaligen In-Flames-Gitarristen Jesper Strömblad trat Iwers als DJ-Duo Sellout und DJ Kaos auf. Iwers und Strömblad gründeten im Herbst 2016 die Band Cyhra. Ein Jahr nach der Veröffentlichung des Debütalbums verließ er die Band wieder. Im Oktober 2021 gründete Iwers zusammen mit den ehemaligen In-Flames-Mitgliedern Jesper Strömblad, Niclas Engelin und Daniel Svensson sowie dem Sänger von Dark Tranquillity Mikael Stanne die Band The Halo Effect. Ihr Debütalbum erreichte Platz eins der schwedischen Albumcharts und wurde für den schwedischen Musikpreis Grammis nominiert.

## Leben
Iwers ist geschieden und hat zwei Töchter. Im Mai 2011 eröffnete Iwers gemeinsam mit seinem damaligen Bandkollegen bei In Flames Björn Gelotte in Göteborg das Restaurant 2112, dessen Name vom gleichnamigen Album der Band Rush ableitet. Zusammen mit Daniel Svensson von The Halo Effect betreibt er die Brauerei Odd Island Brewing. Sein älterer Bruder Anders Iwers ist ebenfalls Musiker und spielt bei Tiamat sowie bis 2021 bei Dark Tranquillity.

## Equipment
Peter Iwers spielt Instrumente des Herstellers Ibanez. Das nach ihm benannte Signature-Modell mit der Serienbezeichnung PIB wird seit 2009 in verschiedenen Variationen hergestellt. Das 5-saitige Instrument ist mit der Grundstimmung 1D#, 2A#, 3F, 4C, 5A# ausgestattet.

## Diskografie
| mit In Flames - 1999: Colony - 2000: Clayman - 2002: Reroute to Remain - 2004: Soundtrack to Your Escape - 2006: Come Clarity - 2008: A Sense of Purpose - 2011: Sounds of a Playground Fading - 2014: Siren Charms - 2016: Battles | mit Cyhra - 2017: Letters to Myself mit The Halo Effect |